# Wilhelm Alff
Wilhelm Alff (* 15. Mai 1918 in Essen; † 25. September 1992 in Bremen) war ein deutscher Historiker und Philosophiehistoriker, Sammler und Autor von gelegentlichen Gedichten.

## Leben
Von 1937 bis 1939 studierte Alff in Bonn Theologie und Philosophie. Nach dem Kriegsdienst in Frankreich nahm er an der Universität Mainz das Studium der Romanistik, Geschichte und Philosophie auf. Zum  Wintersemester 1947/48 ging er als Assistent an das romanistische Institut der Universität Leipzig, kehrte aber schon 1948 nach Westdeutschland zurück und begann mit der Arbeit an seiner Dissertation über die Geschichtsschreibung des französischen Historikers Jules Michelet.
Von 1951 bis 1953 gab er die historisch-politische Zeitschrift Aufklärung heraus. Zu den Autoren dieser Zeitschrift, die gesellschaftskritischen Intellektuellen der frühen 1950er Jahre ein Forum bot, gehörten unter anderem Theodor W. Adorno, Heinrich Böll, Martin Buber, Albert Einstein, Willy Huhn, Leo Kofler, Maurice Halbwachs, Jakob Moneta und Martin Walser. Seit 1956 verfasste Alff historisch-politische sowie pädagogische Beiträge für den Westdeutschen Rundfunk in Köln, und in dieser Zeit begann er Rezensionen, zeitgeschichtliche Essays und historisch-kritische Kommentare für das Feuilleton der Frankfurter Allgemeinen Zeitung zu schreiben.
Nach dem Abschluss seiner Dissertation an der Universität Köln 1961 veröffentlichte Alff zwei zentrale Texte der europäischen Aufklärungsphilosophie, Condorcets Entwurf einer historischen Darstellung der Fortschritte des menschlichen Geistes und Cesare Beccarias Abhandlung über Verbrechen und Strafen in neuen Übersetzungen und mit historisch-kritischen Einleitungen. Aufgrund seiner Interessen für die Geschichte Italiens arbeitete Alff von 1962 bis 1968 am Institut für Zeitgeschichte in München.
Von 1969 bis 1974 unterrichtete er an der Pädagogischen Hochschule Braunschweig und an der Technischen Universität Braunschweig, 1974 erhielt er den Ruf an die Universität Bremen, wo er bis zu seiner Emeritierung 1983 lehrte.
Alff setzte sich vor allem mit dem Begriff Faschismus sowie dem Kontinuitätsproblem der deutschen Geschichte auseinander, dabei plädierte er nachdrücklich für europäisch-vergleichende Perspektiven und für eine „Europäisierung der deutschen Geschichtsschreibung“.

## Werke
- Condorcet und die bewusstgewordene Geschichte. Einleitung zu: Condorcet. Entwurf einer historischen Darstellung der Fortschritte des menschlichen Geistes, Frankfurt/M. 1963 (2. Auflage 1976).
- Überlegungen. Vierzehn Essays, Heidelberg 1964.
- Michelets Ideen. Genf 1966.
- Beccarias Leben und Denken. Einführung in: Beccaria, Abhandlung über Verbrechen und Strafen, Frankfurt/M. 1966 (2. Auflage 1988).
- Karl Kraus und die Zeitgeschichte (1927–1934). in: Karl Kraus: Die Dritte Walpurgisnacht. München 1967.
- Der Begriff Faschismus und andere Aufsätze zur Zeitgeschichte. edition suhrkamp, Frankfurt/M. 1971, ISBN 3-518-00456-5.
- Materialien zum Kontinuitätsproblem der deutschen Geschichte. edition suhrkamp, Frankfurt/M. 1976.
- Gelegentliche Gedichte in zeitlicher Folge (1944–1989). Bremen 1989.

Als Herausgeber
Zeitschrift:
- Aufklärung. Jahrgang 1 (1951/52), Heft I–VIII, Jahrgang 2 (1952/53), Heft I–VI.

Schriftenreihe:
- Studien zum Kontinuitätsproblem der deutschen Geschichte. 4 Bände. Frankfurt/M.- New York 1984–1986.

Autobiographische Schriften:
- Zum Gedenken deutscher Juden. Eine Erinnerung aus den Jahren 1935–1940. in: Essener Beiträge. Band 103, 1989/90, S. 151–157.
- Prüm. Ein Mythos in der Realität. Kindheitserinnerungen 1925–1931. in: Der Prümer Landbote. Zeitschrift des Geschichtsvereins Prümer Land, 1990, S. 5–59.

## Sekundärliteratur
- Ulrich Wyrwa: Wilhelm Alff (1918–1992). Historiker im Zeitalter der Extreme. in: Abhandlungen der Braunschweigischen Wissenschaftlichen Gesellschaft 63. (2011), S. 209–215.